# Teuchophorus calcaratus
Teuchophorus calcaratus är en tvåvingeart som först beskrevs av Macquart 1827.  Teuchophorus calcaratus ingår i släktet Teuchophorus och familjen styltflugor. Arten är reproducerande i Sverige. Inga underarter finns listade i Catalogue of Life.